# Феррейра (Маседу-де-Кавалейруш)
Феррейра (порт. Ferreira; МФА: [fɨ.ˈʁɐj.ɾɐ]) — парафія в Португалії, у муніципалітеті Маседу-де-Кавалейруш. Розташована в північно-східній частині країни, на теренах історичної португальської провінції Трансмонтана. Входить до складу округу Браганса. За адміністративним поділом, чинним до 1976 року, терени парафії були складовою провінції Трансмонтана і Верхнє Дору. Належить до Брагансько-Мірандської діоцезії Католицької церкви. Патрон — Діва Марія. Площа — 19,6446 км². Населення — 194 ос. (2011). Слабо урбанізований регіон. Густота населення — 9,88 осіб/км²
. Код — 040514.

## Населення
| Кількість мешканців | Кількість мешканців | Кількість мешканців | Кількість мешканців | Кількість мешканців | Кількість мешканців | Кількість мешканців | Кількість мешканців | Кількість мешканців | Кількість мешканців | Кількість мешканців | Кількість мешканців | Кількість мешканців | Кількість мешканців | Кількість мешканців |
| ------------------- | ------------------- | ------------------- | ------------------- | ------------------- | ------------------- | ------------------- | ------------------- | ------------------- | ------------------- | ------------------- | ------------------- | ------------------- | ------------------- | ------------------- |
| 1864                | 1878                | 1890                | 1900                | 1911                | 1920                | 1930                | 1940                | 1950                | 1960                | 1970                | 1981                | 1991                | 2001                | 2011                |
| 369                 | 356                 | 363                 | 389                 | 423                 | 375                 | 393                 | 480                 | 606                 | 617                 | 442                 | 372                 | 338                 | 222                 | 194                 |